# HD 48265
HD 48265 — звезда, которая находится в созвездии Корма на расстоянии около 285 световых лет от нас. Вокруг звезды обращается, как минимум, одна планета.

## Характеристики
HD 48265 относится к классу жёлтых карликов. Её масса составляет около 93 % солнечной. Звезда постепенно уходит с главной последовательности, превращаясь в красный гигант.

## Планетная система
В 2008 году командой астрономов, работающих в рамках программы по поиску планет с помощью пары телескопов «Магеллан», было объявлено об открытии планеты HD 48265 b в системе. Её минимальная масса составляет около 1,16 массы Юпитера. Она обращается на среднем расстоянии 1,51 а. е. от родительской звезды, что соответствует температурным условиям Меркурия и Венеры. Открытие было совершено методом Доплера.